# 살라시 (스웨덴)

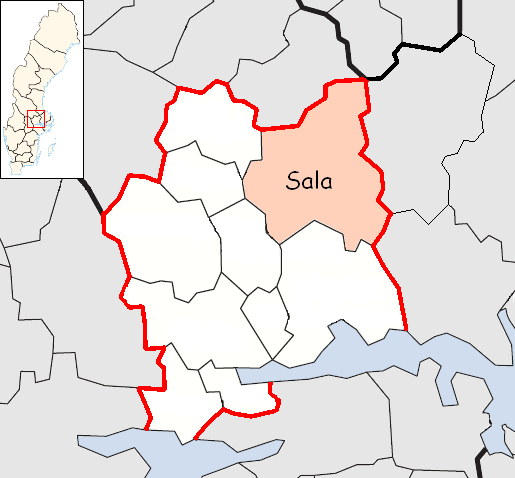
살라 시의 위치

살라시(스웨덴어: Sala kommun)는 스웨덴 베스트만란드주에 위치한 지방 자치체로 행정 중심지는 살라이며 면적은 1,204.39km2, 인구는 22,353명(2016년 12월 31일 기준), 인구 밀도는 19명/km2이다.

시 문장